# Чалбухан
Чалбухан — упразднённый в 1994 году посёлок в Тенькинский район Магаданской области России.

## Название
Вероятно назван по одноимённой реке, гидроним в переводе с эвенского — «малая берёзовая».

## География
Расположен близ Тенькинской трассы, в верховьях реки Анминьманджа, в 7 км южнее Усть-Омчуга.

## История
Основан в 1947  геологоразведчиками, чья база просуществовала там до 1958 года. Впоследствии вместо них здесь решено было организовать сельскохозяйственное производство, преимущественно животноводческое. Чалбухан стал центральной усадьбой вновь созданного совхоза «Тенькинский» до 1968 года, после чего она была переведена в Усть-Омчуг. В посёлке оставались фермы крупного рогатого скота. При этом население стало постепенно переезжать в районный центр.
Окончательно посёлок ликвидирован в 1992 году.
Официально Чалбухан исключён из учётных данных административно-территориального деления Магаданской области в 1994 году.

## Население
К 1990 году — 72 человека.

## Инфраструктура
В посёлке действовали начальная школа, детский сад, фельдшерско-акушерский пункт, клуб, столовая, баня, магазин.